# Defibrillator

Ein im Rettungsdienst verwendeter Defibrillator mit EKG-Funktion

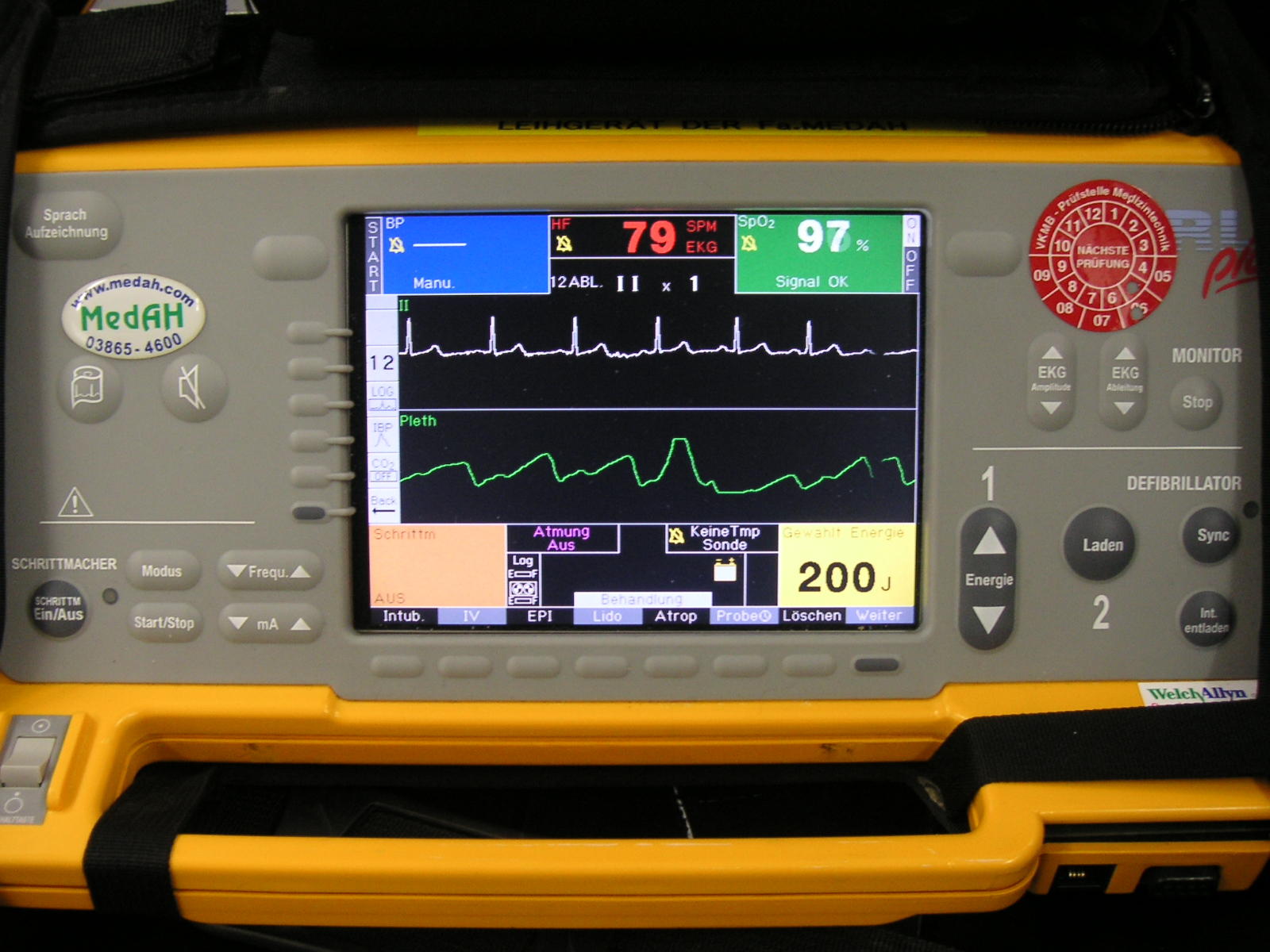
Nahansicht

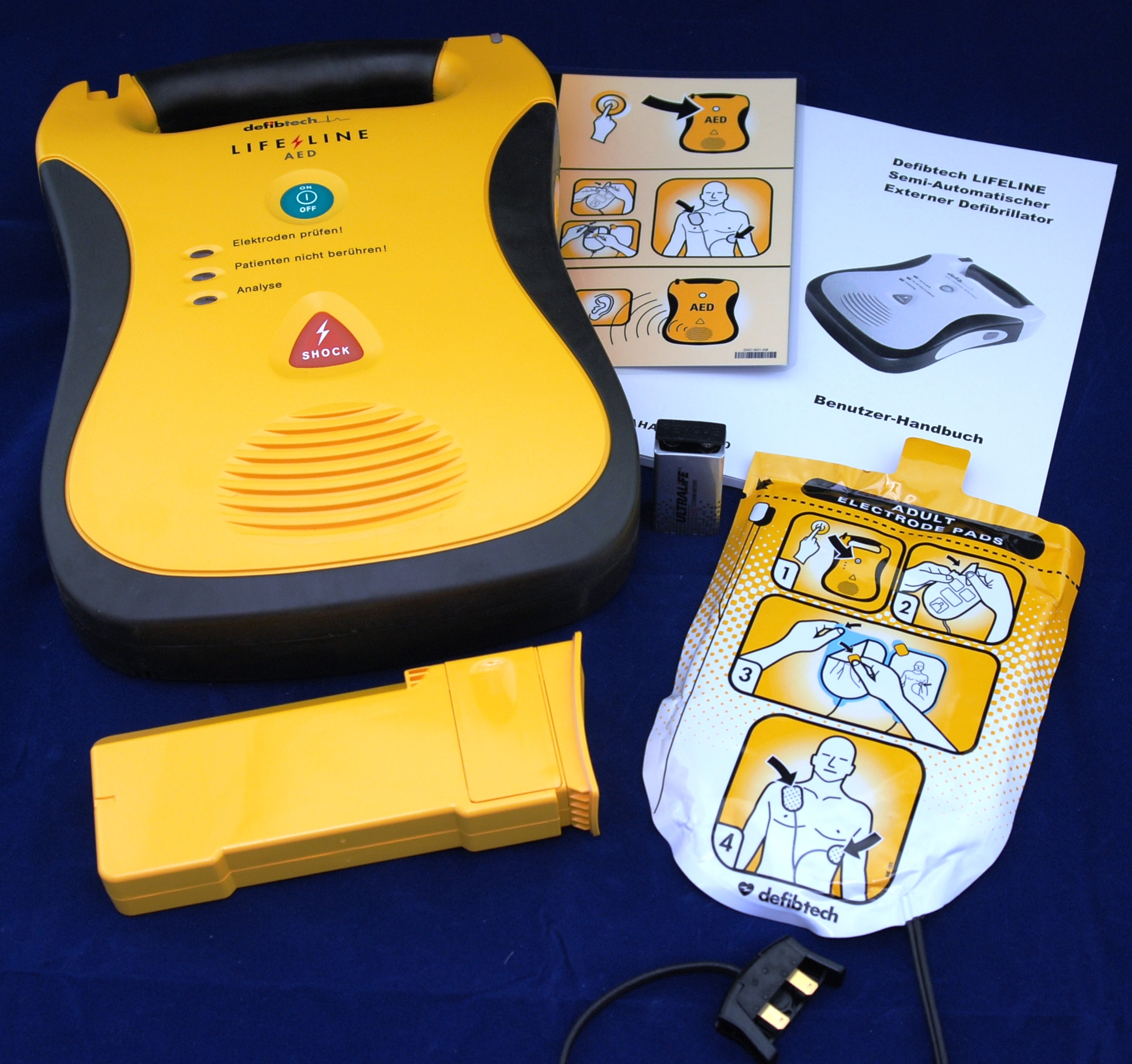
Halbautomatischer externer Defibrillator mit Elektroden, Akku und Gebrauchsanweisung. Zur Schockabgabe muss die rote Taste betätigt werden.

Elektroden für Erwachsene in steriler Verpackung, die nach Entnahme mit dem Defibrillator verbunden werden müssen.

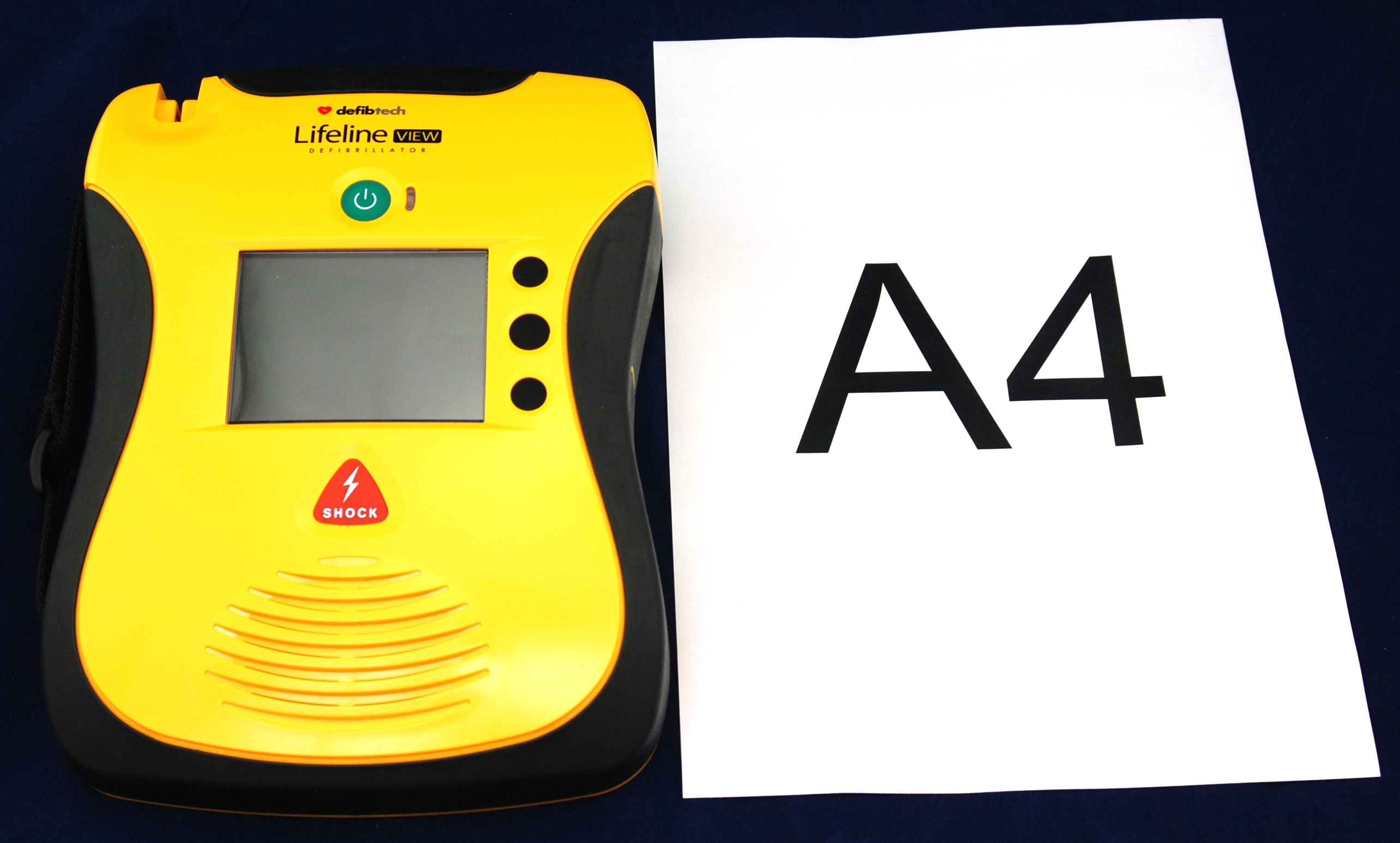
Halbautomatischer externer Defibrillator mit Display für visuelle Darstellung der Sprachanweisungen. Im Größenvergleich ein DIN-A4-Blatt.

Ein Defibrillator, auch Schockgeber, oder im Fachjargon und als Handelsname Defi, ist ein medizinisches Gerät zur Defibrillation und unter Umständen zur Kardioversion. Es kann durch gezielte Stromstöße Herzrhythmusstörungen wie Kammerflimmern und Kammerflattern (Fibrillation) oder ventrikuläre Tachykardien, Vorhofflimmern und Vorhofflattern beenden (Kardioversion). Defibrillatoren werden auf Intensivstationen, in Operationssälen, in Notaufnahmen sowie in Fahrzeugen des Rettungsdienstes bereitgehalten. Seit den 1990er Jahren werden Defibrillatoren in Form automatisierter externer Defibrillatoren auch zunehmend in öffentlich zugänglichen Gebäuden wie Bahnhöfen, Flughäfen und an anderen Orten für eine Anwendung durch medizinische Laien bereitgestellt.
Ein Defibrillator verbessert die Chancen einer erfolgreichen Herz-Lungen-Wiederbelebung, kann sie aber nicht ersetzen.

## Indikation und Therapie

### Defibrillation
Bei 85 Prozent aller plötzlichen Herztode liegt anfangs ein Kammerflimmern vor. Ein Defibrillator kann diese elektrisch kreisende Erregung im Herzen durch gleichzeitige Stimulation von mindestens 70 Prozent aller Herzmuskelzellen unterbrechen. Dabei wird eine große Anzahl von Zellen gleichzeitig depolarisiert, was zur Folge hat, dass diese Zellen eine relativ lange Zeit (etwa 250 ms = Refraktärzeit der Zellen) nicht mehr erregbar sind. Der kreisenden Welle wird quasi der Weg abgeschnitten und das Herz befindet sich wieder in einem Zustand, in dem das natürliche Erregungsleitungssystem die Stimulation des Herzens wieder übernehmen kann.
Entscheidend bei der Defibrillation ist der frühestmögliche Einsatz, da die durch das Kammerflimmern hervorgerufene Unterversorgung des Gehirns mit Sauerstoff (Gehirnischämie) binnen kurzer Zeit zu massiven neurologischen Defiziten führen kann. Aus diesem Grund werden auch im öffentlichen Raum immer mehr automatisierte externe Defibrillatoren (AED) platziert. Der erfolgreiche Einsatz eines AED steht und fällt mit der richtigen Durchführung der Herz-Lungen-Wiederbelebung. Der AED ist nur eine Ergänzung, kein Ersatz. Jedoch ist zu berücksichtigen, dass bei einem Kammerflimmern pro Minute die Überlebenschance des Patienten um 10 % sinkt. Daher muss und sollte der Einsatz eines Laiendefibrillators (AED) so früh wie möglich stattfinden.

### Kardioversion

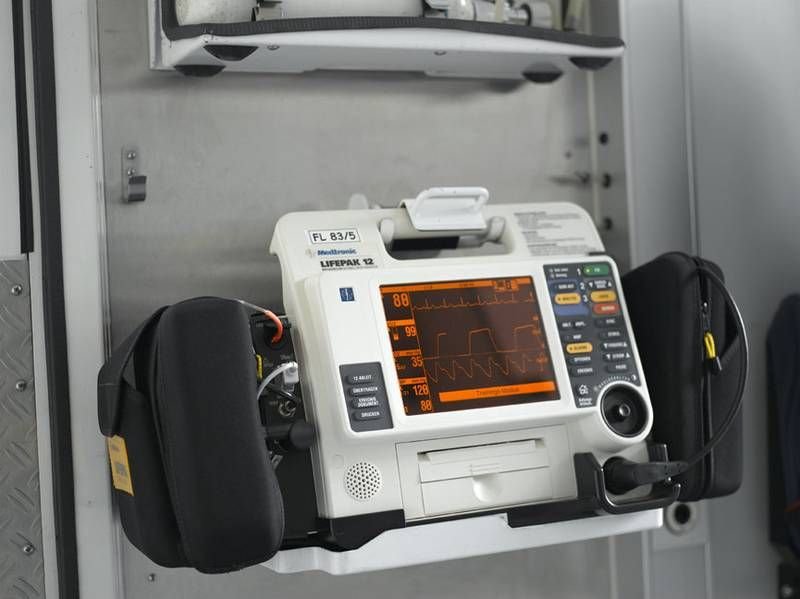
Biphasischer Defibrillator. Bei einem biphasischen Strom fließt der Strom zuerst von Elektrode A nach B und dann wieder zurück von B nach A.

Die Kardioversion ist eine EKG-synchrone Defibrillation in Kurznarkose. Hierbei wird der Stromimpuls (üblicherweise mit einer geringeren Energie, 100 Joule) direkt nach Erkennen eines Kammerkomplexes (große Zacke im EKG) durch das Gerät abgegeben. Sie wird bei Vorhofflimmern zur Wiedererlangung des Sinusrhythmus und bei medikamentös nicht beherrschbaren, schnellen bösartigen Herzrhythmusstörungen der Herzkammern (z. B. ventrikuläre Tachykardie) verwendet.

## Aufbau

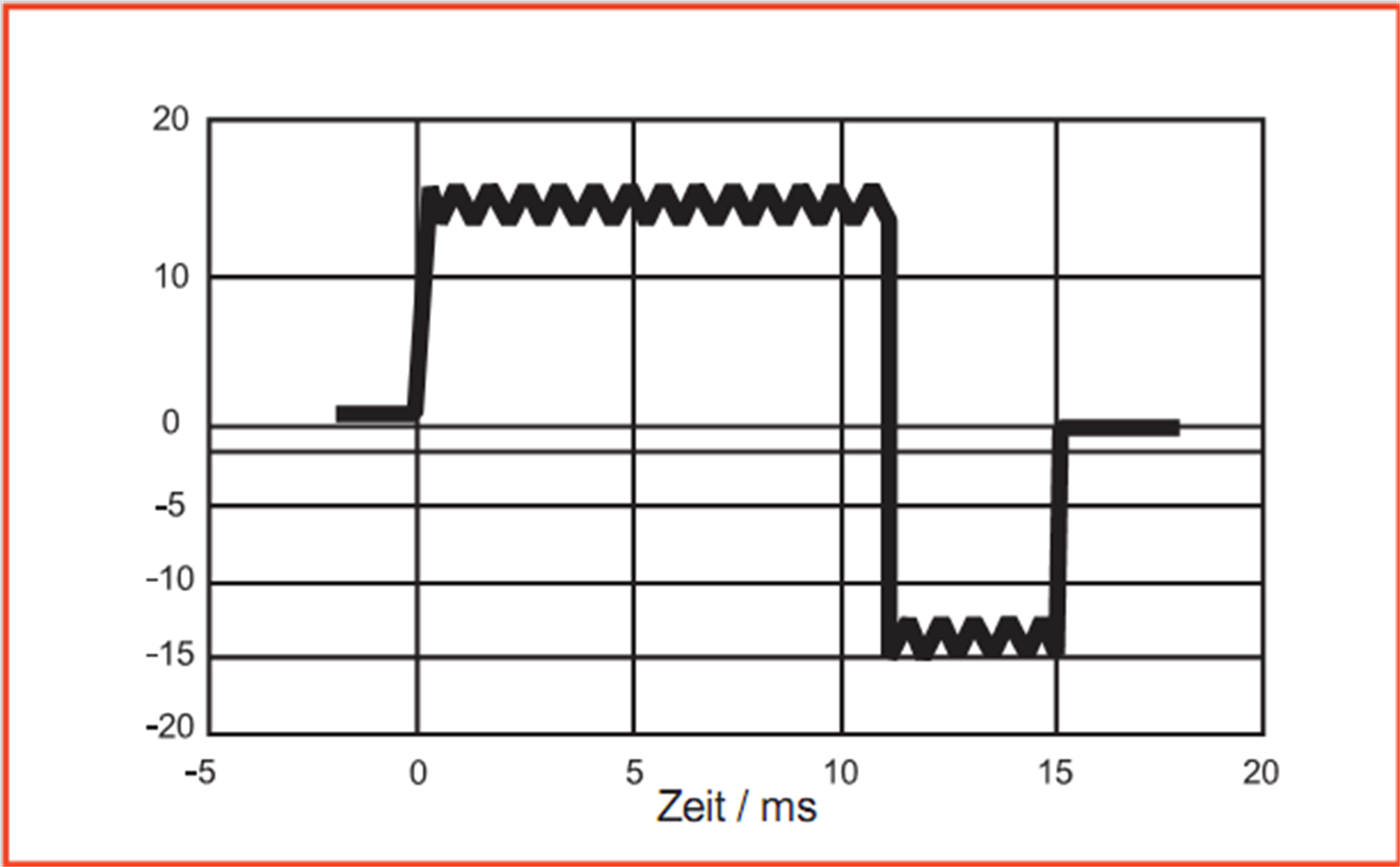
Stromgeregelter biphasischer Defibrillatorimpuls, dargestellt ist der Stromverlauf über die Zeit

Prinzipiell besteht ein Defibrillator aus einem Akkumulator, einem Gleichspannungswandler, einem Kondensator, einer Ausgangsstufe und einer Steuereinheit. Da die Gleichspannung des Akkumulators für einen Elektroschock zu klein ist, wird mit Hilfe des Gleichspannungswandlers eine größere Spannung erzeugt, mit der der Kondensator aufgeladen wird. Durch die fixe Kapazität des Kondensators ergibt sich daraus eine bestimmte Energiemenge im Kondensator. Auf Knopfdruck gibt der Kondensator seine gespeicherte Energie, etwa 200 J bis 360 J, über die Ausgangsstufe an die Elektroden ab. Die Hochspannung am Kondensator beträgt bis 4 kV und liegt zwischen 3 ms und 40 ms am Patienten an. Die Stromstärke erreicht kurzzeitig bei üblichen Körperwiderständen zwischen 50 Ω und 100 Ω bis zu etwa 50 A.
Die Energie vom Kondensator wird über großflächige Elektroden abgegeben, welche entweder mit den Händen auf den Brustkorb des Patienten gedrückt werden (sogenannte Paddles) oder auf den Brustkorb geklebt werden (sogenannte Klebeelektroden oder Fast-Patches). Vor allem bei öffentlich erreichbaren Defibrillatoren (Abk. PAD von engl. public access defibrillator) werden – um die Bedienung zu vereinfachen und die Gefahr eines Stromschlages für den Anwender zu reduzieren – praktisch nur Klebeelektroden verwendet. Für den Einsatz bei geöffnetem Brustkorb (während Operationen) gibt es Ausführungen mit löffelartigen Elektroden, die direkt an den Herzmuskel angelegt werden.
Die Ausgangsstufe erzeugt bestimmte Pulsformen. Die Steuereinheit steuert den Ladevorgang des Kondensators und sorgt als Schutzfunktion auch dafür, dass bei nicht erfolgter Energieabgabe der auf Hochspannung aufgeladene Kondensator über einen geräteinternen Widerstand entladen wird.
Defibrillatoren arbeiten vorzugsweise biphasisch. Das bedeutet, dass von der Ausgangsstufe nicht nur ein Stromstoß mit einer Polarität abgegeben wird, sondern dass durch Polaritätswechsel an den Elektroden die Stromrichtung umkehrt. In Studien hat sich gezeigt, dass biphasische Impulse effektiver sind als monophasische. Biphasische Geräte ermöglichen damit, bei gleicher Effektivität mit geringerer Energieabgabe und geringerer Schädigung des Herzmuskels, der Haut und des Nervensystems auszukommen.
Technisch verbesserte biphasische Defibrillatoren messen vor der Energieabgabe den komplexen Körperwiderstand (Impedanz) des Patienten mittels der aufgeklebten Elektroden und passen die Spannung und damit die Stromstärke an. Schlanke, kleine Patienten mit geringer Impedanz erhalten weniger Spannung als z. B. übergewichtige, große Patienten. Es gibt eine Evidenz dafür, dass bei mehreren nötigen Behandlungen ansteigende (eskalierende) Energiestufen wirkungsvoller sind als gleich hohe Energieabgaben an den Patienten.
Neue wissenschaftliche Ergebnisse zeigen, dass die Energie zwar für die Schäden am Patienten verantwortlich, nicht aber der entscheidende Parameter für die Effektivität und Stärke des Elektroschocks ist. Diese lassen sich eher durch den Strom über der Zeit oder näherungsweise mit einer elektrischen Ladung (in mC) über der Zeit beschreiben.

## Bauarten

### Manueller Defibrillator

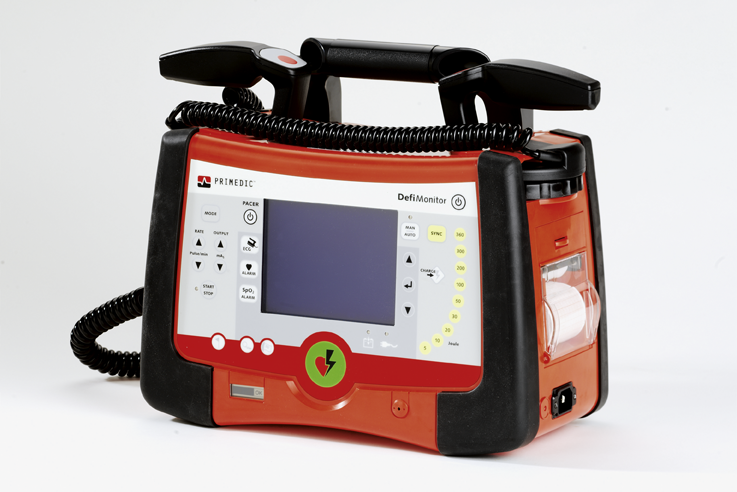
Defibrillator mit Monitor, Drucker, SpO2, manuellem/automatischen Modus

Konventionelle (manuelle) Defibrillatoren beinhalten auch Funktionen eines EKG und werden zum Beispiel im Rettungsdienst verwendet.
Einige dieser Geräte können zusätzlich auch als externe Herzschrittmacher sowie zur Messung der Sauerstoffsättigung, zur Blutdruckmessung oder als Kapnometer eingesetzt werden und haben oftmals auch eine Option zur halbautomatischen Defibrillation für die Anwendung durch das nicht-ärztliche Rettungsdienstpersonal eingebaut.

### Automatisierter externer Defibrillator (AED)

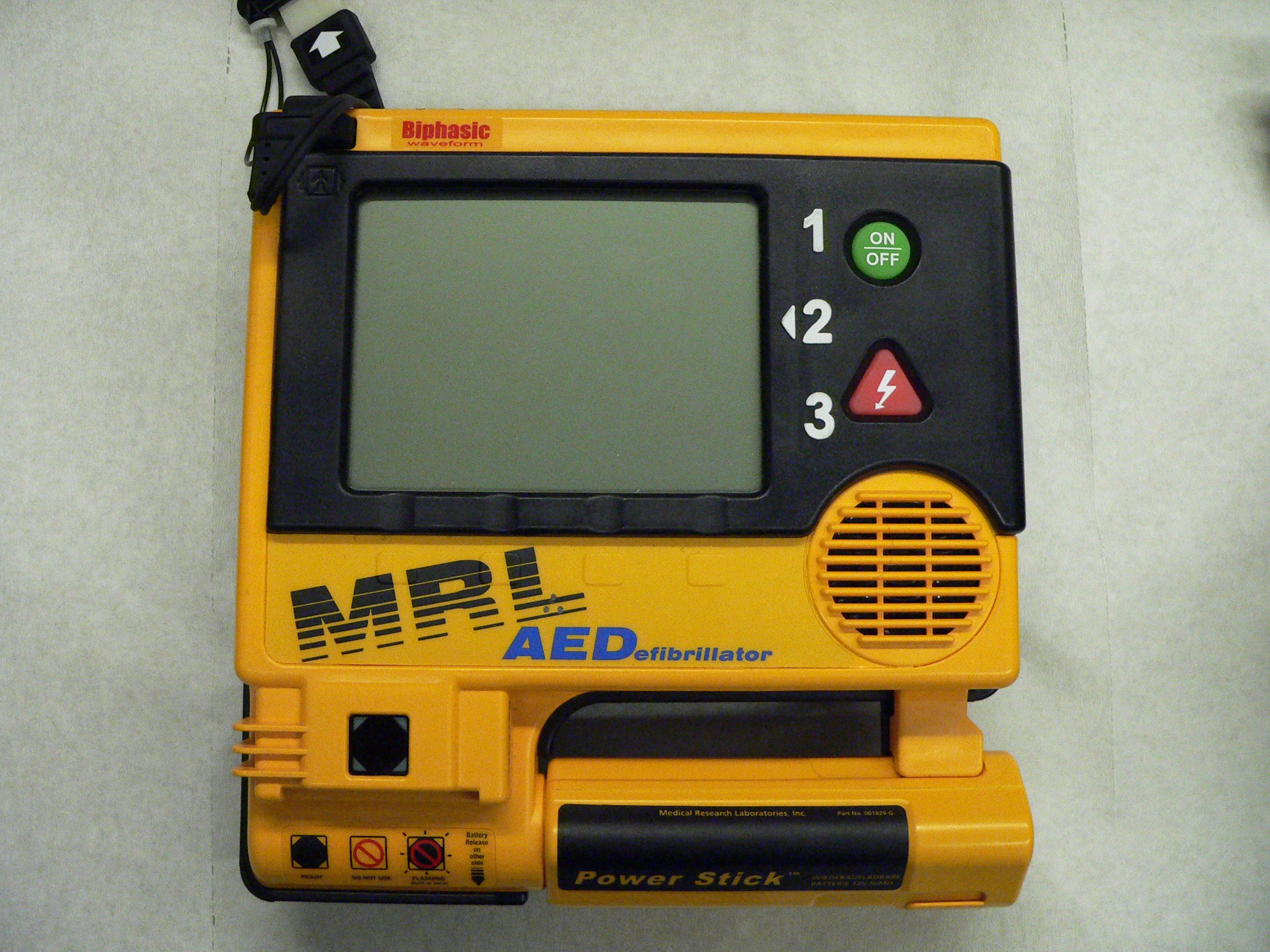
Ein Automatisierter Externer Defibrillator (AED)

Automatisierte externe Defibrillatoren (AED, umgangssprachlich: „Laiendefibrillatoren“) sind durch ihre Bau- und Funktionsweise besonders für Laienhelfer geeignet. Hierbei erkennen die Geräte ohne Zutun der Ersthelfer, ob eine Schockgabe nötig und sinnvoll ist. Damit wird eine Fehlbedienung verhindert. Je nach Bauweise wird entweder automatisch oder auf Knopfdruck („halbautomatisch“) ein Schock abgegeben. Die Energie, welche beim Schock abgegeben wird, wird ebenfalls durch den AED bestimmt. So müssen Ersthelfer lediglich auf die meist akustischen Anweisungen achten wie z. B. das Durchführen der Herz-Lungen-Wiederbelebung oder während der Rhythmusanalyse oder der Schockgabe das Einstellen der Herzdruckmassage (und ggf. Abstand zum Patienten nehmen).

### Implantierbarer Kardioverter-Defibrillator
Bei Patienten mit hohem Risiko für Kammerflimmern oder andere bösartige Herzrhythmusstörungen können miniaturisierte automatische Defibrillatoren (Implantierbare Kardioverter-Defibrillatoren oder ICD von englisch Internal Cardioverter/Defibrillator), ähnlich einem Herzschrittmacher, implantiert werden. Ihre Elektroden (Hauptelektrode liegt in der Spitze der rechten Herzkammer) haben direkten Kontakt zum Herzmuskel und lösen bei Bedarf selbstständig aus. Durch den direkten Kontakt sind viel geringere Energien möglich, der Patient merkt jedoch durchaus einen schmerzhaften Schlag. Dies kann trotz der lebensrettenden Funktion für den Patienten psychisch belastend sein.

### Defibrillatorweste (WCD – Wearable Cardioverter/Defibrillator)
Sollen Patienten vor einem nur vorübergehend bestehenden, erhöhten Risiko für lebensbedrohliche, schnelle Herzrhythmusstörungen geschützt werden, zum Beispiel vor Implantation eines ICD oder CRT-D, so können sie durch eine Defibrillatorweste (Wearable Cardioverter/Defibrillator, WCD) geschützt werden. Diese ist außerdem bei bestehendem Tachyarrhythmierisiko mit unbekanntem Verlauf oder bei andauerndem Risiko zur Überbrückung einer Phase, in der der Patient inoperabel ist, anwendbar.
Der WCD ist ein Therapiegerät, welches im Wesentlichen aus zwei Komponenten besteht. Der direkt auf der Haut des Oberkörpers zu tragende Elektrodengürtel enthält vier EKG-Elektroden und drei Therapieelektroden. Das Verbindungskabel überträgt zwei EKG-Ableitungen zur Herzrhythmusüberwachung an ein Monitorgerät, den eigentlichen Defibrillator.
Bei Erkennen einer bösartigen schnellen Rhythmusstörung startet das Gerät selbsttätig den Behandlungsmodus. Dies wird optisch, akustisch sowie durch einen Vibrationsalarm direkt dem Patienten und dem Umfeld signalisiert. Reagiert der Patient wegen Bewusstseinsverlust nicht, so wird der nötige Behandlungsablauf automatisch von der Defibrillatorweste durchgeführt.
Dabei erhält der bewusstlose Patient über die im Rückenteil und unterhalb der linken Brust sitzenden Therapieelektroden den lebensrettenden Schock. Das ist wegen bestehender Bewusstlosigkeit für den Patienten nicht spürbar und damit schmerzlos.
Sofern der Patient beim Therapiealarm noch bei Bewusstsein ist, unterdrückt er mittels zweier Reaktionstasten eine Schockabgabe. Bei späterem Bewusstseinsverlust kann er die Reaktionstasten nicht mehr drücken und das Gerät setzt dann den Behandlungsmodus bis zum rettenden Elektroschock fort.
Stoppt die schnelle Rhythmusstörung von allein, so beendet der WCD nach erkanntem normalen EKG-Signal den Behandlungsablauf automatisch.
Alle kritischen Rhythmusereignisse werden im Monitor gespeichert und sind vom behandelnden Arzt über eine Internetdatenbank abrufbar.

## Dokumentation der Anwendung
Verschiedene Typen moderner Defibrillatoren zeichnen die abgeleiteten EKG-Ereignisse, abgegebene Schocks mit deren Energie, die dazugehörigen Uhrzeiten und unter Umständen auch die Umgebungsgeräusche und die Gespräche der Helfer intern oder auf Speicherkarten auf. Die Auswertung dieser Daten kann der, auch EDV-gestützten, Übernahme in die Patientenakte, der Qualitätssicherung, der Forschung oder forensischen Zwecken dienen.

## Geschichte
Giovanni Aldini, der 1819 Elektrostimulationen bei Herzen von enthaupteten Straftätern durchführte, hat galvanische Ströme zur Behandlung von Synkopen vorgeschlagen. Die Wiederbelebung mit Hilfe von Elektrizität war bereits 1825 bekannt: „am allerzweckmäßigsten ist aber das Einblasen reiner Lebensluft (dephlogisierter Luft, Sauerstoffgas). Das Einblasen muss jedoch mit Mäßigung und … mit wohlangebrachter elektrischer oder galvanischer Herzerschütterung geschehen.“ Nachdem das Prinzip schon in den 1930er Jahren in Experimenten an der Johns Hopkins University vom Elektroingenieur William B. Kouwenhoven in Zusammenarbeit mit Medizinern erkannt worden war und bei Operationen zuerst 1947 vom Chirurgen Claude Beck (Case Western Reserve University) eingesetzt wurde, setzte die Entwicklung eines Defibrillators für Anwendung bei geschlossenem Brustkorb 1950 an der Johns Hopkins University durch Kouwenhoven ein, wiederum in enger Zusammenarbeit mit Medizinern. Das Gerät wurde 1957 erfolgreich bei einer Operation eingesetzt und 1960 erstmals bei einem Patienten in der Aufnahme. 1965 erfand der britisch-irische Kardiologe Frank Pantridge den ersten tragbaren Defibrillator. Die Frage, ob Gleichstrom- oder Wechselstromstöße zum Einsatz kommen sollen, wurde nach Vorarbeiten von R. S. Mackay (1954), N. L. Gurvich (1946/1947), Yuniev, Wladimir Alexandrowitsch Negowski und Bernard Lown (1962) mit Verwendung des Prinzips der Kondensatorentladung entschieden.  Zu den Mitentwicklern des ersten transthorakalen Defibrillators in Deutschland gehörten H. A. Dittmar, G. E. Friese und Egbert Nusser (* 1927). Am 4. Februar 1980 implantierten Levi Watkins und Vivien Thomas als erste erfolgreich einen automatischen Defibrillator in einen menschlichen Patienten an der Johns Hopkins University. Im ausgehenden 20. Jahrhundert wurde von der American Heart Association die Public Access Defibrillation (PAD) zur Frühdefibrillation mit einem halbautomatischen Gerät (siehe auch Automatisierter externer Defibrillator) empfohlen. Zu den Herstellern von Defibrillatoren gehört etwa die Firma Hewlett-Packard. Im deutschsprachigen Raum werden unter anderem von der Gießener Firma Physio-Control Defibrillatoren (mit dem Handelsnamen Lifepak) hergestellt.